# Rio Batogu
O Rio Batogu é um rio da Romênia afluente do Rio Călmăţui, localizado no distrito de Brăila.